# اتیو

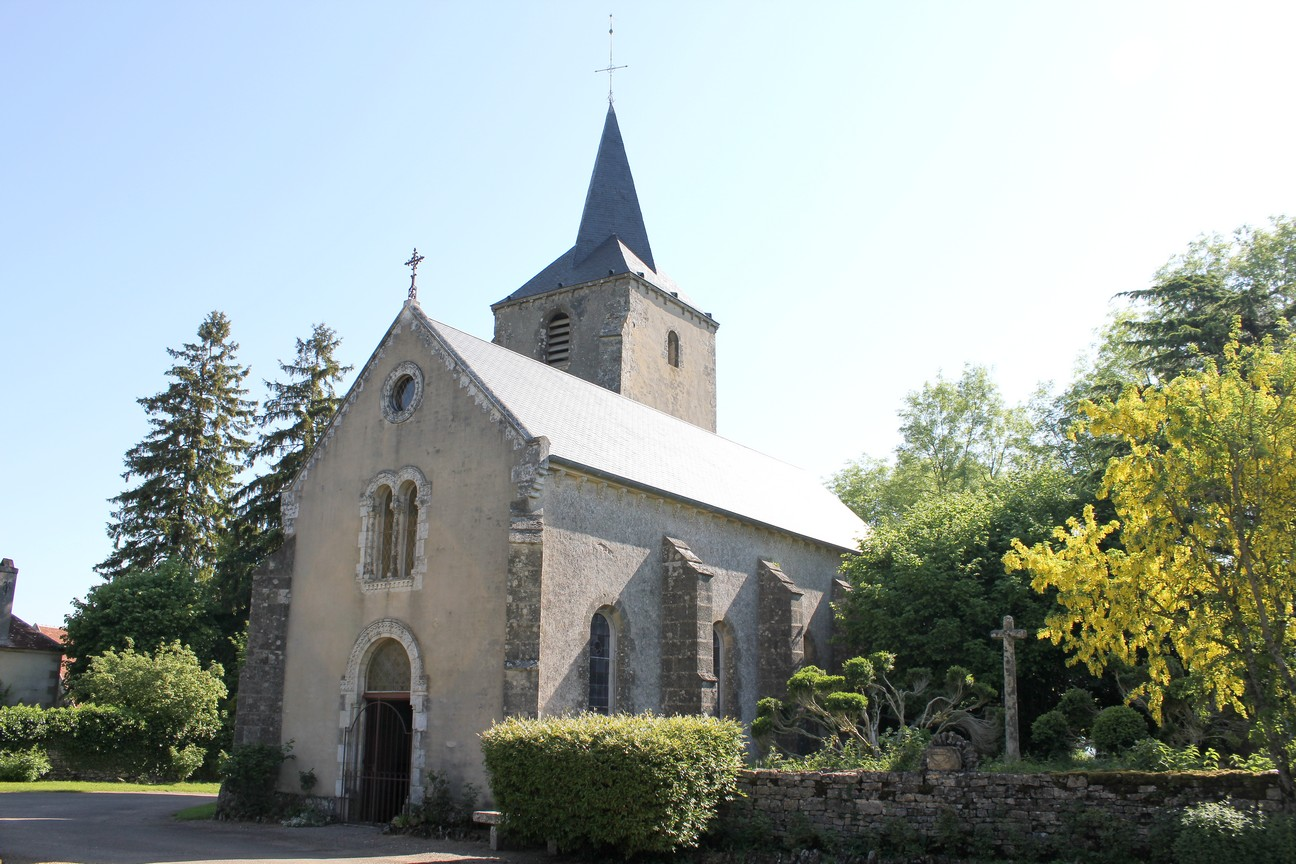
کلیسای شهر اتیو

اتیو (به فرانسوی: Authiou) یک کمون در فرانسه با جمعیت ۳۴ نفر است که در Canton of Brinon-sur-Beuvron واقع شده‌است.